# Jodis
Jodis är ett släkte av fjärilar som beskrevs av Jacob Hübner 1823. Jodis ingår i familjen mätare.

## Bildgalleri

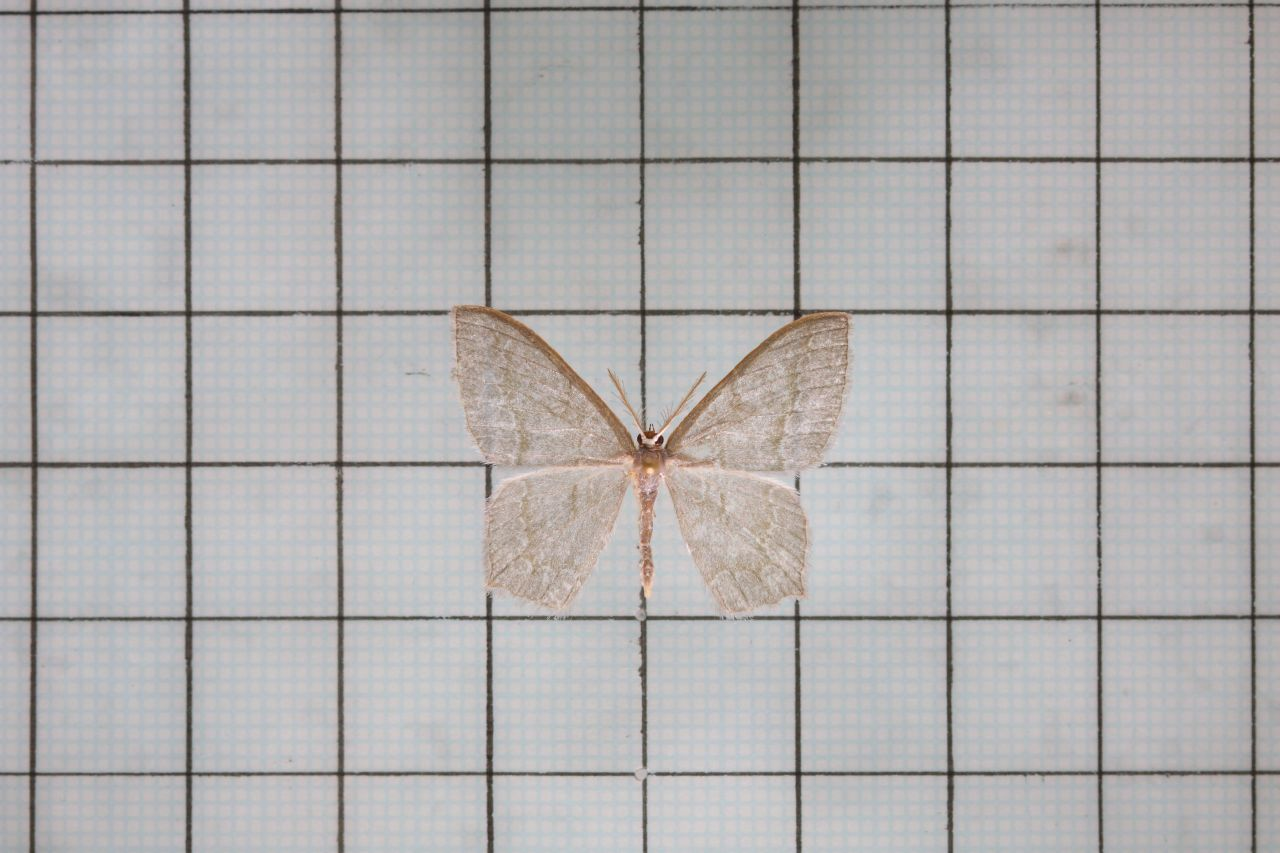
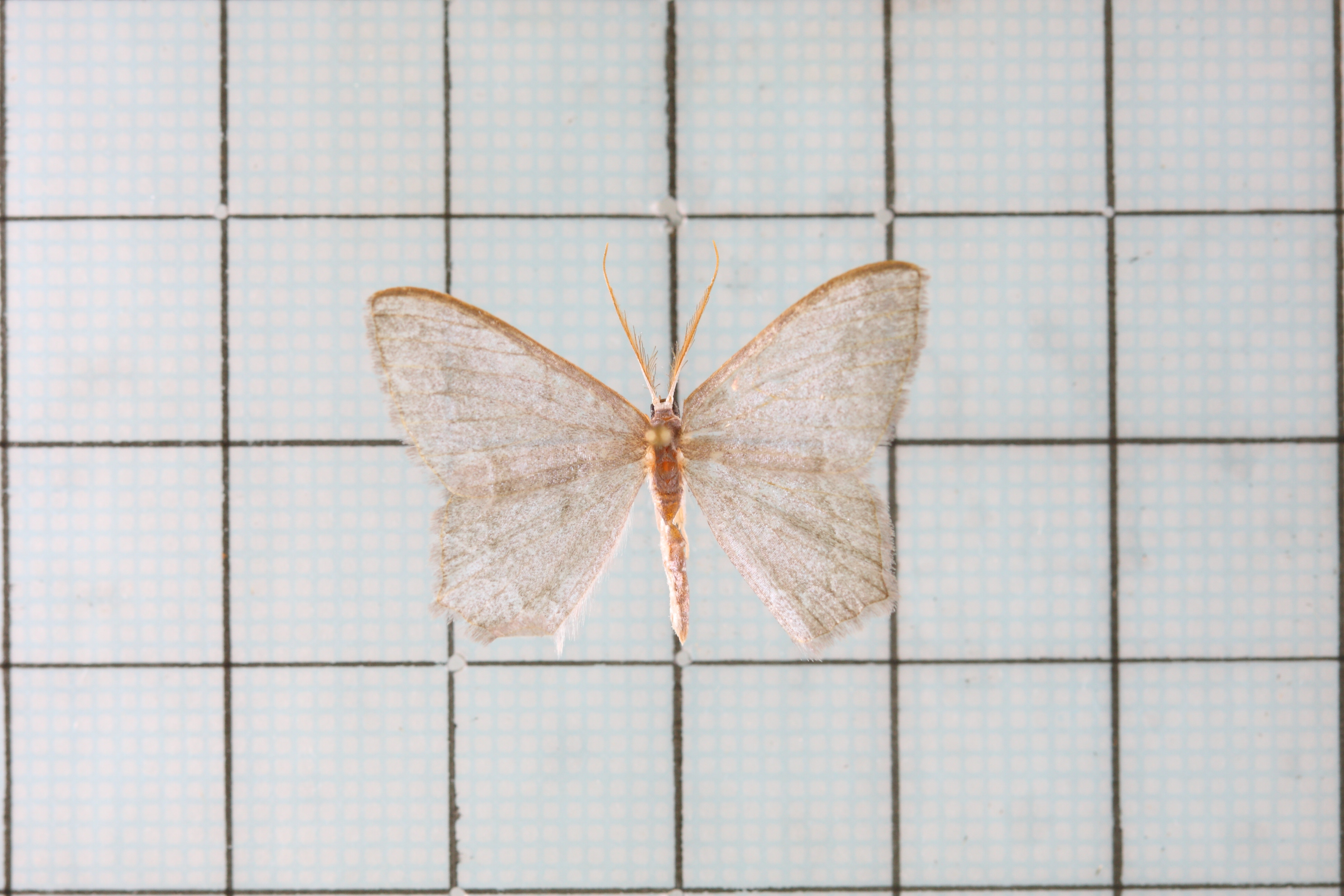

## Dottertaxa tillJodis, i alfabetisk ordning[1][2]
- Jodis accumulata
- Jodis aeruginaria
- Jodis albipuncta
- Jodis alliata
- Jodis amamiensis
- Jodis angulata
- Jodis approximata
- Jodis argentilineata
- Jodis argutaria
- Jodis coeruleata
- Jodis colpostrophia
- Jodis concolor
- Jodis ctila
- Jodis decolorata
- Jodis delicatula
- Jodis dentifascia
- Jodis fulgurata
- Jodis inumbrata
- Jodis iridescens
- Jodis irregularis
- Jodis lactea
- Jodis lactearia
- Jodis lara
- Jodis mediofasciata
- Jodis micantaria
- Jodis micra
- Jodis nanda
- Jodis nepalica
- Jodis niveovenata
- Jodis norbertaria
- Jodis orientalis
- Jodis pallescens
- Jodis placida
- Jodis praerupta
- Jodis putata
- Jodis putataria
- Jodis putatoria
- Jodis rantaizanensis
- Jodis rhabdota
- Jodis semipectinata
- Jodis sinuosaria
- Jodis spumifera
- Jodis steroparia
- Jodis subtractata
- Jodis tibetana
- Jodis undularia
- Jodis urosticta
- Jodis vernaria
- Jodis xynia